# Proconis arabica
Proconis arabica är en fjärilsart som beskrevs av Edward P. Wiltshire 1949. Proconis arabica ingår i släktet Proconis och familjen nattflyn. Inga underarter finns listade i Catalogue of Life.